# Глен Хюз
Глен Хюз (на английски: Glenn Hughes) е английски рокмузикант – певец и бас китарист.
Името му добива световна слава, след като в средата на 1970-те години се присъединява към т.нар. трети и четвърти състав на легендарната английска хардрок група „Дийп Пърпъл“. След разпадането на групата през 1976 г. Хюз започва дългата си солова кариера с кратко прекъсване за присъединяването му като вокалист на „Блек Сабат“ за албума им от 1986 г. Seventh Star. Фронтмен на супергрупата „Блек Кънтри Комюниън“.

## Биография и кариера
Глен Хюз е роден на 21 август 1951 г. в градчето Канък, област Стафордшър, централна Англия. Напуска училище още на 15 – 16 годишна възраст за да свири в различни местни групи. По това време той е силно повлиян от издаваните от компанията Мотаун изпълнители, чийто плочи слуша непрекъснато. „Кралят на соула“ – Отис Рединг е сред изпълнителите имащи възлова роля при оформянето на стилът на Хюз.
Хюз основава Finders Keepers през 60-те, където свири на бас и пее. През 1968 г. заедно с Мел Гейли (бъдещ китарист на Уайтснейк) и Дейв Холанд (бъдещ барабанист на Джудас Прийст) сформира групата Трапийз. Групата издава три дългосвирещи студийни албума. В Англия интересът към триото е слаб, но в САЩ, с подкрепата на нашумялата бирмингамска група Муди Блус, Трапийз спечелват значителен брой почитатели и дори се установяват в Лос Анджелис. В края на 1972 г. излиза третият им албум и в началото на следващата 1973 г., музикантите започват серия от концерти за представянето му. По това време Хюз отхвърля предложение за присъединяване към известната бирмингамска група Илектрик Лайт Оркестра. В същия период Йън Пейс и Ричи Блекмор гледат изпълненията на Хюз и решават, че той е напълно подходящ да се впише в замисляния нов състав на Дийп Пърпъл. Те му предлагат мястото на напусналия басист Роджър Глоувър, въпреки че Хюз се възприема по-скоро като вокалист, отколкото като бас китарист. Когато по-късно Дейвид Ковърдейл се присъединява към групата двамата често си разделят вокалните партии. С Ковърдейл и Хюз излизат албумите „Burn“ и „Stormbringer“, които се превръщат в поредните класически произведения с логото но Пърпъл. През същата година, групата е хеадлайнер на прочутия фестивал „Калифорния Джем“, а участието им е записано и издадено – „California Jamming“ (1996). През 1976 г. Хюз напуска групата и започва соло кариера.
През 1982 г. заедно с Пат Трал (бивш китарист на Пат Травърс) сформира Хюз/Трал. Двамата издават един студиен запис със същото заглавие, който като цяло остава незабелязан по времето, когато излиза, но в днешно време много почитатели и музиканти твърдят, че това е любимият им албум на Глен Хюз. В средата на 80-те Хюз участва в отделни албуми на различни групи, сред които Феномена („Phenomena“ и „Phenomena II: Dream Runner“), Гери Мур („Run for Cover“) и Блек Сабат („Seventh Star“).
От средата на 80-те Хюз има здравословни проблеми, породени от проблеми с храненето, алкохол и наркотици, които сериозно започват да се отразяват на музикалната му кариера. Поради тези проблеми той участва само в няколко концерта с Гери Мур и Тони Айоми, тъй като не може да издържи цяло турне. В края на десетилетието Хюз осъзнава проблема, който има с наркотиците, и през 1991 г., чист и трезвен, се завръща с вокалите на хита на KLF „America: What Time Is Love?“. Освен това записва всички вокали в соло албума на бившия китарист на Юръп Джон Норъм „Face the Truth“. След това подновява собствената си соло кариера, върху която работи и до днес. През 1999 г. прави в Тексас кратко трибют турне в памет на Томи Болин заедно с брата на Томи Джони на барабаните.
През 2005 г. Хюз издава „Soul Mover“, който е последван от европейско турне. Освен това през същата година работи с Тони Айоми върху албумът му „Fused“. На следващата година Хюз издава „Music for the Divine“, в който участват Чад Смит и Джон Фрушанте от Ред Хот Чили Пепърс. След ново европейско турне. През 2007 г. е издаден „Live in Australia“ – акустичен аудио албум и придружаващо го DVD от известния клуб Basement в Сидни. В албума са включени песни от последните албуми на Хюз, класики от периода с Пърпъл, както и джем сешън и различни кавъри. Най-новият албум на Хюз, „First Underground Nuclear Kitchen“ излиза през 2008 г. През 2010 г. Хюз сформира супергрупата Блек Кънтри Комюниън заедно с Джейсън Бонъм, Джо Бономаса и Дерек Шериниън. През 2010 г. Хюз е гост вокал (заедно с Йорн Ланде от Мастерплан) на Heaven and Hell по време на High Voltage Rock Festival в памет на Рони Джеймс Дио.
През май 2011 излиза автобиографията на Хюз, озаглавена „Deep Purple And Beyond: Scenes From The Life Of A Rock Star“, чийто съавтор е Джоел Макайвър и включва съдействието на Тони Айоми, Дейвид Ковърдейл, Ози Озбърн и Том Морело, както и въведение, написано от Ларс Улрих.

## Дискография

### Солови албуми
- Play Me Out (1977)
- L.A. Blues Authority Volume II: Glenn Hughes - Blues (1992)
- From Now On... (1994)
- Burning Japan Live (1994)
- Feel (1995)
- Addiction (1996)
- Greatest Hits: The Voice of Rock (1996) (компилация)

- Talk About It EP (1997) (неиздавани концертни и акустични изпълнения)
- The God of Voice: Best of Glenn Hughes (1998) (компилация)
- The Way It Is (1999)
- From the Archives Volume I - Incense & Peaches (2000)
- Return of Crystal Karma (2000)
- A Soulful Christmas (2000)
- Days of Avalon (VHS) (2001)
- Building the Machine (2001)
- Different Stages - The Best of Glenn Hughes (2002)
- Songs in the Key of Rock (2003)
- Soulfully Live in the City of Angels (DVD и CD) (2004)
- Soul Mover (2005)
- Freak Flag Flyin' (2005)
- Music for the Divine (2006)
- This Time Around (2007) (компилация)
- Live in Australia (DVD и CD) (2007)
- First Underground Nuclear Kitchen (2008)
- Official Bootleg: Live in Wolverhampton: Full Band Show (2009)
- Official Bootleg: Live in Wolverhampton: 'You Are The Music' An Evening of Trapeze (2009)
- Live In Wolverhampton (Официален бутлег) (2009) [DVD]
- Live at Wolverhampton (2012)

### Солодруги
- Glenn Hughes Alive Drive (USB) (2009)

### С Finders Keepers
- „Sadie, the Cleaning Lady“ (1968) (сингъл)

### С Трапийз
- Trapeze (1970)
- Medusa (1970)
- You Are the Music...We're Just the Band (1972)
- Welcome to the Real World (1993) (концертен 1992)
- High Flyers: The Best of Trapeze (1996) (компилация 1970 – 1976)
- On the Highwire (2003) (компилация 1970 – 1994)

### С Дийп Пърпъл
- Burn (1974)
- Stormbringer (1974)
- Made in Europe (1975)
- Come Taste the Band (1975)
- Last Concert in Japan (1976)
- Live in London (1982)
- Singles A's & B's (1993)
- On the Wings of a Russian Foxbat: Live in California 1976 (1995)
- California Jamming: Live 1974 (1996)
- Mk. III: the Final Concerts (1996)
- Days May Come and Days May Go, the California Rehearsals, June 1975 (2000)
- 1420 Beachwood Drive, the California Rehearsals, Part 2 (2000)
- This Time Around: Live in Tokyo (2001)
- Listen Learn Read On (2002)
- Just Might Take Your Life (2003)
- Perks and Tit (2004)
- Live in Paris 1975 (2004)
- Burn 30th Anniversary Edition (2004)
- Live in California 74 (DVD) (2005)
- Live in London (2007) (ремастериран)
- Stormbringer 35th Anniversary Edition (2009)
- Come Taste The Band 35th Anniversary Edition (2010)

### С Хюз/Трал
- Hughes/Thrall (1982; ремастериран и пре-издаден през 2007)

### С Блек Сабат и Тони Айоми
- Блек Сабат – Seventh Star (1986)
- Тони Айоми – Eighth Star (1996; не-издаван. Разпространява се нелегално.)
- Тони Айоми – The 1996 DEP Sessions (2004)
- Тони Айоми – Fused (2005)

### С Хюз Търнър Проджект
- HTP (2002)
- Live in Tokyo (2002)
- HTP 2 (2003)
- Michael Men Project – Made in Moscow (2005)

### С Блек Кънтри Комюниън
- Black Country (2010)
- 2 (2011)

### С други
- Роджър Глоувър – The Butterfly Ball and the Grasshopper's Feast (1974)
- Джон Лорд – Windows (1974)
- Томи Болин – Teaser (1975)
- Сборна формация – The Wizard's Convention (1976)
- Пат Травърс – Makin' Magic (1977)
- 4 On The Floor – 4 On The Floor (1979)
- Climax Blues Band – Lucky for Some (1981)
- Night Ranger – Midnight Madness (1983)
- Heaven – Where Angels Fear to Tread (1983)
- Феномена – Phenomena (1985)
- Сборна формация – Dragnet (саундтрак) (1987)
- Phenomena II – Dream Runner (1987)
- Whitesnake – Slip of the Tongue (1989)
- XYZ – XYZ (1989)
- Notorious – Notorious (1990)
- Сборна формация – Music from and Inspired by the Film Highlander II: The Quickening (1990)
- L.A. Blues Authority – L.A. Blues Authority (1991)
- KLF – „America: What Time Is Love?“ (сингъл) (1992)
- Lynch Mob – Lynch Mob (1992)
- Джон Норъм – Face the Truth (1992)
- Джеф Даунс/The New Dance Orchestra – Vox Humana (европейска версия) (1993)
- Sister Whiskey – Liquor and Poker (1993)
- Марк Бонила – American Matador (1993)
- Джордж Линч – Sacred Groove (1993)
- Стиви Салас – Stevie Salas Presents: The Electric Pow Wow (1993)
- Мотли Крю – Mötley Crüe (1994)
- Manfred Ehlert's Amen – same (1994)
- Сборна формация – Smoke on the Water: A Tribute (1994)
- L.A. Blues Authority Volume V – Cream of the Crop: A Tribute (1994)
- Hank Davison & Friends – Real Live (1995)
- Брейзън Абът – Live and Learn (1995)
- Wet Paint – Shhh..! (1995)
- Ричи Коцен – Wave of Emotion (1996)
- Liesegang – No Strings Attached (1996)
- Ейша – Archiva Vol. 1 (1996)
- Сборна формация – To Cry You a Song: A Collection of Tull Tales (1996)
- Сборна формация – Dragon Attack: A Tribute to Queen (1996)
- Amen – Aguilar (1996)
- Глен Хюз/Джеф Даунс – The Work Tapes (1998)
- Глен Хюз, Джони Болин & приятели – Tommy Bolin: 1997 Tribute (1998)
- Стюарт Смит – Heaven and Earth (1998)
- Сборна формация – Humanary Stew: A Tribute to Alice Cooper (1999)
- Сборна формация – Encores, Legends & Paradox: A Tribute to the Music of ELP (1999)
- The Bobaloos – The Bobaloos (1999)
- Niacin – Deep (1999)
- Ерик Норландер – Into the Sunset (2000)
- Tidewater Grain – Here on the Outside (2000)
- Voodoo Hill – same (2000)
- Craig Erickson Project – Shine (2000)
- Николо Коцев – Nostradamus (2001)
- Max Magagni – Twister (2001)
- Сборна формация – Stone Cold Queen: A Tribute (2001)
- Сборна формация – Another Hair of the Dog – A Tribute to Nazareth (2001)
- Сборна формация – Let the Tribute Do the Talking – A Tribute to Aerosmith (2001)
- Ape Quartet – Please Where Do We Live? (2001)
- Voices of Classic Rock – Voices for America (2001)
- Ellis – Ellis Three (E-III) (2001)
- The Alchemist – Songs from the Westside (2002)
- An All Star Lineup Performing the Songs of Pink Floyd – same (2002)
- Ryo Okumoto – Coming Through (2002)
- Джеф Скот Сото – Prism (2002)
- Сборна формация – Influences & Connections, Volume 1, Mr.Big (2003)
- Chris Catena – Freak Out! (2003)
- Рата Бланка/Глен Хюз – Vivo (2003)
- Aina – Days of Rising Doom (2003)
- Voodoo Hill – Wild Seed of Mother Earth (2004)
- Monkey Business – Kiss Me On My Ego (2005)
- Сборна формация – Back Against the Wall (2005)
- Феномена – Psychofantasy (2006)
- Moonstone Project – Time to Take a Stand (2006)
- The Lizards – Against All Odds (2006)
- Куайът Райът – Rehab (2006)
- Кен Хенсли – Blood on the Highway (2007)
- Робин Джордж/Глен Хюз – Sweet Revenge (2008)
- Кийт Емерсън/Глен Хюз/Марк Бонила – Boys Club – Live From California (2008)
- Jake E. Lee – Runnin' With the Devil (2008)
- Monkey Business – Twilight Of Jesters? (2009)
- Abbey Road – A Tribute To The Beatles (2009)
- Moonstone Project – Rebel On The Run (2009)
- Куайът Райът – An All-Star Salute To Christmas (2009)
- One Soul Thrust – 1st (2010)
- Kens Dojo – Reincarnation (2010)
- Майк Поркаро – Brotherly Love (2011)
- Pushking – The World as We Love It (2011)
- Джо Бонамаса – Dust Bowl (2011)
- Сборна формация – Sin-Atra (2011)
- The Slam – Hit It (2011)